# 띠잎원숭이
띠잎원숭이 또는 띠수릴리(영어:  Presbytis femoralis)는 긴꼬리원숭이과에 속하는 영장류의 하나이다. 말레이반도와 인도네시아 수마트라섬이 원산지이다. 서식지 감소로 멸종 위기에 처해 있다. 3종의 아종이 있지만, 분류학적으로 매우 복잡하고 논쟁 중에 있으며, 또한 나투나섬잎원숭이(P. natunae), 흰넓적다리잎원숭이(P. siamensis) 그리고 사라와크잎원숭이(P. chrysomelas)를 띠잎원숭이의 아종으로 포함시키거나, 띠잎원숭이(P. femoralis)를 포함한 이 모든 종들을 수마트라잎원숭이(P. melalophos)의 아종으로 취급하기도 한다.

## 아종
3종의 아종이 있다.
- Presbytis femoralis femoralis
- Presbytis femoralis robinsoni
- Presbytis femoralis percura